# Jirón Amazonas
El Jirón Amazonas es una calle del Damero de Pizarro en el centro histórico de Lima, capital del Perú. Se extiende desde el jirón Lampa hacia el este a lo largo de 12 cuadras hasta finalizar en el cerco perimétrico occidental del Cementerio Presbítero Maestro.

## Historia
La vía que hoy constituye el Jirón Amazonas fue tendida por el conquistador Francisco Pizarro cuando fundó la ciudad de Lima el 18 de enero de 1535. Esta calle se ubicaba paralela al lecho del río Rímac y era la primera de las demás por lo que en algunos pasajes, su lado norte estaba delimitado por los pequeños desfiladeros o barrancos que daban a ese lecho (actualmente se ha ganado espacio al lecho). En el siglo XVIII se estableció en la segunda cuadra de esta vía el primer Estanco del Tabaco. Asimismo, en las partes que no estaban colindantes con el barranco, se construyeron tramos de las Murallas de Lima.
En 1862, al adoptarse la nueva nomenclatura urbana, la vía fue bautizada como jirón Amazonas, en honor del norteño departamento de Amazonas.
Cabe indicar que, en el jirón Amazonas (tramo de los Barrios Altos e intersección con el puente Balta) destacó la hoy desaparecida Plazuela Viterbo. Este espacio geográfico fue de importancia para la capital, hasta inicios de la década de 1970 en que desaparece y comienza a ser absorbida por la modernidad de la ciudad. Había destacado no solo por ser la entrada hacia el Cercado de Lima, llegando desde la Plaza de Acho, sino porque en sus alrededores se ubicaron: el cine Cinelandia, un paradero de tranvías y, a unos metros lo que fue también la estación de tren Lima - Lurín (existente entre 1913 y 1964). A comienzos de la década de 1970, el municipio limeño emprende un plan (inconcluso) de modernizar dicha parte de la ciudad. El Cinelandia es demolido en 1973 y hacia ese tiempo también es derrumbado lo que fue la Estación Lima Lurín. En la actualidad, en casi toda esa parte del jirón (Barrios Altos) están ubicados comerciantes de libros usados, que forman toda una feria.

## Nombres antiguos de las cuadras del Jirón Amazonas
Desde la fundación de Lima y hasta el año 1862, las calles en Lima tenían un nombre por cada cuadra. Así, una misma vía era, en realidad, varias calles. Es por ello que, antes de que la vía fuera llamada Jirón Amazonas, cada una de sus 6 cuadras tenía un nombre distinto.
- Cuadra 1: llamada Callejón de San Francisco por ubicarse a las espaldas del Convento de San Francisco.[2]
- Cuadra 2: llamada Barranqueta por estar ubicada donde antiguamente empezaba un pequeño barranco que daba al lecho del río Rímac.[3]
- Cuadra 3: llamada Viterbo por un establecimiento de recogimiento de mujeres llamado Santa Rosa de Viterbo (por la ciudad italiana) fundado en 1680 bajo la protección de la Orden Franciscana.[4]
- Cuadra 4: llamada Barranca por estar ubicada donde antiguamente empezaba el barranco que daba al lecho del río Rímac.[3]
- Cuadra 5: llamada Manzanilla que se debería a algún vecino no identificado. Sin embargo, durante la época virreinal, esta calle era conocida como Estanque viejo o Siete pecados tanto porque ahí se constuyeron uno de los primeros estanques que atendía la zona este de la ciudad como por la existencia de diversos antros respectivamente.[5]
- Cuadra 6: llamada Martinete por la existencia en esa calle de un molino de pólvora de esos de Martinete. Posteriormente, el Virrey Abascal traslado ese molino y estableció un molino de granos (que se llamó Molino del medio. Sin embargo, el nombre quedó.[6]

## Recorrido
El jirón inicia su recorrido desde el Jirón Lampa. En esa primera cuadra pasa por la espalda del Convento de San Francisco y por el Cuartel de Blindados de la Policía Nacional del Perú que se levantó en terrenos que el Estado Peruano adquirió a la orden religiosa. En su lado norte se extiende el Parque de la Muralla de Lima. Luego del cruce con la Avenida Abancay, en el lado norte de la vía se extiende a lo largo de tres cuadras el campo ferial de venta de libros usados.
La vía se interna en los Barrios Altos y, luego del cruce con el jirón Huánuco, se adentra en una de las clásicas zonas más peligrosas de la ciudad. 